# Ranunculus anemonifolius
Ranunculus anemonifolius är en ranunkelväxtart som beskrevs av Dc.. Ranunculus anemonifolius ingår i släktet ranunkler, och familjen ranunkelväxter. Inga underarter finns listade i Catalogue of Life.